# Dermophiidae
Dermophiidae – rodzina płazów z rzędu płazów beznogich (Gymnophiona).

## Zasięg występowania
Rodzina obejmuje gatunki występujące w południowym Meksyku przez Amerykę Środkową do północno-zachodniej Kolumbii, w tropikalnej Afryce Zachodniej, Tanzanii i Kenii.

## Systematyka

### Podział systematyczny
Do rodziny należą następujące rodzaje:
- Dermophis Peters, 1880
- Geotrypetes Peters, 1883
- Gymnopis Peters, 1874
- Schistometopum Parker, 1941